# Джафарабад (Аштіан)
Джафарабад (перс. جعفراباد) — село в Ірані, у дегестані Сіявашан, у Центральному бахші, шахрестані Аштіан остану Марказі. За даними перепису 2006 року, його населення становило 160 осіб, що проживали у складі 58 сімей.

## Клімат
Середня річна температура становить 13,41 °C, середня максимальна – 32,74 °C, а середня мінімальна – -9,69 °C. Середня річна кількість опадів – 251 мм.
| Клімат поселення                              | Клімат поселення | Клімат поселення | Клімат поселення | Клімат поселення | Клімат поселення | Клімат поселення | Клімат поселення | Клімат поселення | Клімат поселення | Клімат поселення | Клімат поселення | Клімат поселення | Клімат поселення |
| Показник                                      | Січ.             | Лют.             | Бер.             | Квіт.            | Трав.            | Черв.            | Лип.             | Серп.            | Вер.             | Жовт.            | Лист.            | Груд.            |                  |
| Середній максимум, °C                         | 8,79             | 11,34            | 16,67            | 22,18            | 26,64            | 31,63            | 32,74            | 31,51            | 27,92            | 22,25            | 15,96            | 9,58             |                  |
| Середня температура, °C                       | −0,45            | 2,10             | 7,43             | 12,95            | 17,40            | 22,39            | 25,92            | 24,70            | 21,11            | 15,43            | 9,14             | 2,76             |                  |
| Середній мінімум, °C                          | −9,69            | −7,14            | −1,8             | 3,70             | 8,15             | 13,15            | 19,10            | 17,89            | 14,29            | 8,62             | 2,34             | −4,05            |                  |
| Норма опадів, мм                              | 36               | 36               | 46               | 32               | 26               | 3                | 1                | 1                | 0                | 10               | 24               | 36               |                  |
| Середньомісячна швидкість вітру, м/с          | 1.86             | 2.00             | 3.00             | 2.88             | 2.67             | 2.50             | 2.66             | 2.40             | 2.20             | 2.17             | 1.97             | 1.56             |                  |
| Середньомісячна сонячна радіація, кДж/м²·день | 9177             | 12509            | 14921            | 18428            | 22386            | 26797            | 26005            | 24099            | 20989            | 15546            | 11045            | 8968             |                  |
| --------------------------------------------- | ---------------- | ---------------- | ---------------- | ---------------- | ---------------- | ---------------- | ---------------- | ---------------- | ---------------- | ---------------- | ---------------- | ---------------- | ---------------- |
| Джерело:                                      |                  |                  |                  |                  |                  |                  |                  |                  |                  |                  |                  |                  |                  |